# Guardialfiera
Guardialfiera – miejscowość i gmina we Włoszech, w regionie Molise, w prowincji Campobasso.
Według danych na rok 2004 gminę zamieszkiwały 1172 osoby, 27,3 os./km².